# Naser Makarem Shirazi
Naser Makarem Shirazi (persiska: ناصر مکارم شیرازی) född 1927 i Shiraz, Persien, är en iransk shiamuslimsk marja', ayatolla och religiös auktoritet. Han började sina formella islamiska studier vid 14 års ålder. Vid 18 års ålder började han formellt i Qoms teologiska seminarier (hawza). Vid 24 års ålder blev han beviljad fullständig ijtihad från två stora lärda i Najaf, Irak. Idag anses han vara en av de största författarna i den muslimska världen. Ca 150 bokvolymer har publicerats genom honom. Tafsir Nemouneh är en tafsir till Koranen på 27 volymer som han skrivit tillsammans med en grupp andra skribenter. Enligt ett tillkännagivande från år 2014 anser Gemenskapen av seminarielärare i Qom att han är en av de som det är tillåtet att göra taqlid till.